# Palpomyia belkini
Palpomyia belkini är en tvåvingeart som beskrevs av Eileen D. Grogan och Wirth 1979. Palpomyia belkini ingår i släktet Palpomyia och familjen svidknott.
Artens utbredningsområde är Kalifornien. Inga underarter finns listade i Catalogue of Life.